# Jean Perrier
Jean Barthelemy Perrier (* 31. August 1884 in Paris; † 26. November 1942 in Joinville) war ein französischer Filmarchitekt.

## Leben und Wirken
Perrier arbeitete zu Beginn des 20. Jahrhunderts als Bühnenbildner-Assistent, ehe er 1905 zur bis dahin noch kaum entwickelten Kinematografie stieß. Seine erste Funktion war die eines Kulissenmalers bei der Produktionsfirma Gaumont, nach dem Ersten Weltkrieg wurde er als Filmarchitekt berufen. 
In den frühen Jahren bis 1938 wirkte Jean Perrier gestalterisch vor allem für die (meist zweitrangigen) Filme des Regisseurs Raymond Bernard, er entwarf aber auch die Dekorationen für einige wichtige Inszenierungen führender Filmemacher wie Abel Gance (Das Ende der Welt), Julien Duvivier (Das Kreuz von Golgatha), Sacha Guitry (unter anderem Die Perlen der Krone), Jean Renoir (Die Marseillaise, La Marseillaise), Maurice Tourneur (Volpone) und Henri Decoin (zum Beispiel Ihr erstes Rendezvous). 
Jean Perrier, dessen letzten beiden Filme erst nach seinem überraschenden, frühen Tod in die Kinos gelangten, hat sich auch einen Namen als Buchillustrator gemacht.

## Filmografie
- 1924: Das Mirakel der Wölfe (Le miracle des loups)
- 1927: Der Schachspieler (Le joueur d’échecs)
- 1928: Tu m'appartiens
- 1929: Die falsche Zarentochter (La Tarakanova)
- 1931: Das Ende der Welt
- 1931: Die hölzernen Kreuze (Les croix des bois)
- 1932: Monsieur Tugendsam (Le rosier de Madame Husson)
- 1933: Mensch unter Menschen (Les Misérables)
- 1934: Tartarin de Tarascon
- 1935: Amants et voleurs
- 1935: Das Kreuz von Golgatha (Golgotha)
- 1936: Anne-Marie
- 1936: Le coupable
- 1937: Die Perlen der Krone (Les perles de la couronne)
- 1937: Désiré
- 1937: Quadrille
- 1938: Die Marseillaise (La Marseillaise)
- 1938: J’étais une aventurière
- 1938: Die Straße der Liebe (Remontons les Champs-Elysées)
- 1938/41: Der betrogene Betrüger (Volpone)
- 1939: Les otages
- 1939: Diebe und Liebe (Battement de cœur)
- 1941: Ihr erstes Rendezvous (Premier rendez-vous)
- 1941: Pension Jonas
- 1942: Marie Martine
- 1942: Secrets